# Siège de Kiev (1240)
Pour les articles homonymes, voir Siège de Kiev.
Invasion mongole de la Rus' de Kiev
Le siège de Kiev se déroule à la fin de l'année 1240 et aboutit à la prise et au pillage de la ville de Kiev par les Mongols, dans le cadre de l'invasion mongole de la Rus' de Kiev. Les chroniques médiévales russes en offrent des récits variés, la chute de la ville étant datée du 6 décembre ou du 19 novembre selon les textes.
Après avoir conquis le khanat bulgare de la Volga en 1236, l'armée mongole dirigée par Batu franchit la Volga pour attaquer les diverses principautés de la Rus' de Kiev. La principauté de Riazan est écrasée en 1237, celle de Vladimir-Souzdal en 1238 et celles de Pereïaslavl et Tchernigov en 1239.
Les troupes mongoles arrivent devant Kiev en 1240. La splendeur de la ville aurait incité le commandant Möngke à essayer de négocier sa reddition, mais ses émissaires sont tués par les défenseurs. Avec leurs catapultes, les Mongols parviennent à ouvrir une brèche dans les murailles et à prendre d'assaut Kiev, qui est livrée au pillage et au massacre. Une partie de la population se réfugie dans l'église de la Dîme, mais elle s'effondre après avoir été incendiée.
Après leur victoire, les armées mongoles poursuivent leur avancée vers l'Ouest en direction de la Pologne et de la Hongrie. Les princes de la Rus' de Kiev reconnaissent la suzeraineté de Batu, premier khan de la Horde d'or.